# Goednes abnormalis
Goednes abnormalis är en fjärilsart som beskrevs av William Schaus 1916. Goednes abnormalis ingår i släktet Goednes och familjen nattflyn. Inga underarter finns listade i Catalogue of Life.